# Nyctemera luzonica
Nyctemera luzonica là một loài bướm đêm thuộc phân họ Arctiinae, họ Erebidae.